# Ricard Fornells i Francesc
Ricard Fornells i Francesc (Barcelona, 1895 – Barcelona, 4 d'abril de 1950) fou un pedagog, polític i sindicalista català, que exercí de president de l'assemblea local de Sabadell, càrrec equiparable al de president del consell municipal de l'Ajuntament de Sabadell, entre octubre de 1936 i febrer de 1937.

## Biografia
Fill de Miquel Fornells i Solé, natural de Sanaüja, i de Raimunda Francesch i Xabuch, de Cambrils, va néixer al carrer Manso, 36, de Barcelona, el 10 de febrer de 1896. El 1918 era secretari de la Federació Local de sindicats de Barcelona de la Confederació Nacional del Treball (CNT).De novembre de 1917 fins a finals de 1919 participà en la reestructuració del periòdic de la CNT catalana Solidaridad Obrera. Entre el 28 i el 30 de juny de 1918 representà a la Federació Local de Barcelona juntament amb A. Mira, al decisiu Congrés de Sants. Col·laborà a la publicació Cultura Libertaria des del seu inici el 6 de novembre de 1931, destacant el seu article «El valor del sindicalismo», publicat el 24 de juny de 1932, on defensà les tesis trentistes moderades, el 1932 també col·laborà a la publicació manresana El Trabajo. El 30 d'agost del 1931 va aparèixer com un dels signants del Manifest dels Trenta publicat al diari L'Opinió, del sector moderat de la CNT contrari a les tesis insurreccionalistes de la FAI. El 12 de juny de 1932 va participar en l'assemblea de fundació de l'Ateneu Sindicalista Llibertari de Barcelona, entitat que també presidiria i on realitzaria formacions pels treballadors. El novembre de 1932 en una assemblea extraordinària al Sindicat de l'Alimentació de Barcelona, va ser expulsat de la CNT i es va passar als Sindicats d'Oposició trentistes i a la Federació Sindicalista Llibertària, posteriorment, al 1934, va ajudar a Ángel Pestaña a crear el Partit Sindicalista.
Es va traslladar a Sabadell el 1932, on va ser el cap del Partit Sindicalista i dirigí l'Escola de l'Institut Pedagògic Cultura i Solidaritat, succeint a l'expulsat pedagog Edgardo Ricetti, membre del sector faista que a Sabadell era minoritari i que continuaria la seva tasca docent al Col·legi Cultura i Solidaritat. Fornells, també s'encarregà de l'Ateneu de Divulgació Social de Federació Local de Sindicats (FLS), pensat per la formació i capacitació dels obrers del sindicat.
El 1936 ingressà a la UGT, ja que la FLS de Sabadell, d'on en formava part, havia estat expulsada de la CNT pels seus postulats antifaistes, i s'havia adherit a la UGT. El setembre del 1937 va ser elegit com a president de la Federació Catalana del Partit Sindicalista. A l'exili des de la Guerra Civil espanyola, va tornar a Barcelona el 1941, intentant arribar a acords amb el sindicat vertical franquista per tal que entressin antics militants trentistes de la CNT, acostament que no va acabar fructificant. Intentà impartir lliçons particulars però no reeixí, motiu pel qual es traslladà a la província de Girona, on fou detingut i reclòs 6 mesos. Posteriorment, fou empresonat l'any 1942 a la presó Model de Barcelona i l'aleshores alcalde de Sabadell, Josep Maria Marcet, testificà a favor seu per intentar aconseguir el seu alliberament. Morí el 4 d'abril de 1950 a Barcelona, abandonat per l'esquerra i els anarcosindicalistes a causa del seu apropament al CNS.